# Shafin Ahmed
Shafin Ahmed (Calcuta, India; 14 de febrero de 1961-Woodbridge, Virginia; 24 de julio de 2024) fue un bajista de rock, cantautor, productor discográfico y político bangladesí de origen pakistaní, residente en Estados Unidos. Fue el cantante principal, compositor y bajista de la banda de rock bangladesí, Miles, a la que él y su hermano mayor Hamin Ahmed se unieron en 1979 y desde entonces lideraron la banda.

## Primeros años
Ahmed nació en Daca el 14 de febrero de 1961, cuando aún pertenecía a Pakistán Oriental. Era el hijo menor de los músicos Kamal Dasgupta y Feroza Begum. Comenzó su carrera musical a la edad de nueve años tomando lecciones acerca de Nazrul Sangeet. Estuvo expuesto a influencias musicales occidentales desde que estudió en Liverpool, junto con su hermano mayor, Hamin Ahmed. Luego se unieron a la banda Miles, que se convirtió en un grupo musical importante en Bangladés.

## Carrera

### Miles(1979-2010, 2014-2021)
Ahmed se unió a la banda de rock pionera Miles en 1979 como guitarrista acústico junto con su hermano Hamin y luego se convirtió en cantante principal y bajista. Apareció en todos los álbumes de Miles y escribió y compuso muchos de sus principales éxitos. En 2010, dejó a Miles por problemas con los otros miembros sobre la propiedad de Miles. Pero en 2014 regresó a la banda y apareció en el noveno álbum প্রতিচ্ছবি (Reflections)  Dejó Miles nuevamente en 2017 después de tener problemas con los miembros nuevamente, pero regresó a fines de 2018 después de resolver sus problemas. Anunció en 2021 que dejaría la banda por tercera y última vez.

### Rhythm of Life(2010-2014)
El 12 de enero de 2010, Ahmed dejó Miles citando diferencias personales con la banda. Formó un nuevo grupo: Rhythm of Life. Los otros miembros que se unieron fueron Wasiun, Shahin (ambos en guitarra), Sumon (teclado), Shams (bajo), Ujjal (percusión) y Rumi (batería). Pero Shafin disolvió el nuevo grupo y regresó con Miles a finales del año 2014.

## Muerte
Ahmed murió en Woodbridge, Virginia, mientras recibía tratamiento por insuficiencia cardíaca y renal, el 24 de julio de 2024. Tenía 63 años.

## Discografía

### Solista
- তোমাকেই (Sólo tú) (1997)
- পাগলা ঘন্টি (Campana loca) (1998)
- ছবি আর স্মৃতি (Imágenes y recuerdos) (1999)
- Lo mejor de Shafin Ahmed (2001)
- কতদিন দেখিনা তোমায় (No te vi en muchos días) (2006)
- Virus (2006)
- হারানো সুখ (Felicidad perdida) (2007)
- Mis canciones de amor (2010)

#### Sencillos
- L.E.G.E.N.D (2017) [10]
- Oshomomapto (2020) [11]
- Dukhi Nogori (2020) [12]

### Banda (Miles)
- "প্রবাহ (Flujo)" (2000)
- "প্রতিধ্বনি (Ecos)" (2006)
- "প্রতিচ্ছবি (Reflexiones)" (2015)

Extendido
- "প্রবর্তন (Inducción)" (2016)

- Un paso más allá (1986)

- প্রতিশ্রুতি (Promesa) (1991)
- প্রত্যাশা (Expectativa) (1993)
- প্রত্যয় (Creencia) (1996)
- প্রয়াস (Intento) (1997)

### Bandas sonoras de películas
- Advertencia (2015)[13]